# Краснова, Татьяна Владимировна
Татьяна Владимировна Краснова (род. 6 апреля 1990 года, Рощинский) — российская волейболистка, центральная блокирующая.

## Биография
Татьяна Владимировна Краснова родилась 6 апреля 1990 года в Рощинском.
В 2013 году окончила факультет машиностроения и автомобильного транспорта Самарского государственного технического университета.
Выступала за команды «Искра» (2009—2015) и «Импульс» (2015—2018).
В 2018—2019 годах играла в «Протоне». В его составе принимала участие в 2 матчах Кубка вызова ЕКВ.
В 2019 году перешла в «Липецк».